# Naissance en 2002
Naissance
- 1998
- 1999
- 2000
- 2001
- 2002
- 2003
- 2004
- 2005
- 2006

Les naissances en 2002 concernent les personnalités nées entre le 1er janvier et le 31 décembre 2002.

## Janvier
- 1er janvier : 
  - Simon Adingra, footballeur ivoirien.
  - Riku Handa, footballeur japonais.
- 2 janvier : Thierno Ballo, footballeur autrichien.
- 3 janvier : 
  - Bruno Amione, footballeur argentin.
  - Million Manhoef, footballeur néerlandais.
- 4 janvier : 
  - Leon Belcar, footballeur croate.
  - Matteo Gigante, joueur de tennis italien.
  - Vladyslav Vanat, footballeur ukrainien.
- 5 janvier : Amadou Mbengue, footballeur sénégalais.
- 6 janvier : Owen Moffat, footballeur écossais.
- 7 janvier : Christoph Lang, footballeur autrichien.
- 8 janvier : Krisztofer Horváth, footballeur hongrois.
- 9 janvier : 
  - Térence Atmane, joueur de tennis français
  - Svit Sešlar, footballeur slovène
  - Guillermo Wagner, footballeur uruguayen
- 10 janvier : 
  - Pablo Maia, footballeur brésilien
  - Joaquín Sosa, footballeur uruguayen
- 11 janvier : 
  - Łukasz Bejger, footballeur polonais.
  - Noah Botic, footballeur australien.
- 12 janvier : 
  - Eva Lys, joueuse de tennis allemande.
  - Harrison Burrows, footballeur anglais.
  - Nicolas Pignatel Jenssen, footballeur norvégien.
  - Tijs Velthuis, footballeur néerlandais.
- 13 janvier : Marcel Wędrychowski, footballeur polonais.
- 15 janvier : 
  - Pierre Ekwah, footballeur français.
  - Jannes Van Hecke, footballeur belge.
  - Silvan Wallner, footballeur suisse.
- 17 janvier : 
  - Andres Jasson, footballeur américain.
  - Thomas Kristensen, footballeur danois.
  - Yousef Salech, footballeur danois.
  - Samuel (chanteur) chanteur et acteur américain.
- 18 janvier : 
  - Kristall Máni Ingason, footballeur islandais.
  - Samuel Joslin, acteur britannique.
- 19 janvier : 
  - Henrique Araújo, footballeur portugais.
  - Ambra Sabatini, athlète handisport italienne.
- 20 janvier : Jovan Lukić, footballeur serbe.
- 22 janvier : 
  - Yanis Cimignani, footballeur français
  - Caitlin Clark, basketteuse américaine
  - Herman Geelmuyden, footballeur norvégien
- 27 janvier : 
  - Leandro Riedi, joueur de tennis suisse
  - Ville Koski, footballeur finlandais
- 28 janvier : Attila Baukó, dit Azahriah, chanteur hongrois
- 29 janvier : 
  - Ryōtarō Araki, footballeur japonais
  - Megan Jastrab, coureuse cycliste américaine
- 31 janvier : Isak Jansson, footballeur suédois

## Février
- 1er février : 
  - Joan Gonzàlez, footballeur espagnol.
  - Saba Sazonov, footballeur géorgien.
  - Noel Törnqvist, footballeur suédois.
- 2 février : Inoxtag, vidéaste web.
- 4 février : Harold Mayot, joueur de tennis français.
- 5 février : 
  - Tim Lemperle, footballeur allemand.
  - Moses Usor, footballeur nigérian.
- 6 février : Tailaire Laguerre, comédien canadien.
- 8 février : 
  - Jaden Philogene, footballeur anglais.
  - Rômulo, footballeur brésilien.
- 9 février : Juan Manuel Cuesta, footballeur colombien.
- 10 février : Lasse Nordås, footballeur norvégien.
- 12 février :
  - Alex Portal, nageur handisport  français.
  - Océane Mahé, Coureuse cycliste française.
- 13 février : 
  - João Marques, footballeur portugais.
  - Santiago Mouriño, footballeur uruguayen.
- 14 février : 
  - Luciano Darderi, joueur de tennis italien.
  - Nick Woltemade, footballeur allemand.
- 15 février : 
  - Luca Kronberger, footballeur autrichien.
  - Valentyn Rubchynskyi, footballeur ukrainien.
  - Bernhard Zimmermann, footballeur autrichien.
- 16 février : 
  - Fabian Rieder, footballeur suisse.
  - Truls Möregårdh, pongiste suédois.
- 17 février : Andrija Katić, footballeur serbe.
- 18 février : 
  - Drissa Camara, footballeur ivoirien.
  - Gonzalo Tapia, footballeur chilien.
- 19 février : Jesús Orozco, footballeur mexicain.
- 20 février :
  - Sakura Motoki, lutteuse japonaise.
  - Lorenzo Pirola, footballeur italien.
- 21 février : Marcus & Martinus, duo de chanteurs pop norvégien.
- 22 février : 
  - Andreas Jungdal, footballeur danois.
  - David Pech, footballeur tchèque.
- 23 février : Stanislav Shopov, footballeur bulgare.
- 24 février : 
  - Dirk Proper, footballeur néerlandais.
  - Lazar Samardžić, footballeur serbe.
  - Rick Meissen, footballeur néerlandais.
- 25 février : Filip Stanković, footballeur serbe.
- 26 février : César Tárrega, footballeur espagnol.
- 28 février : Mikkel Rakneberg, footballeur norvégien.

## Mars
- 1er mars : Jamie Hamilton, footballeur écossais.
- 2 mars : 
  - Armstrong Oko-Flex, footballeur irlandais.
  - Eduardo Quaresma, footballeur portugais.
- 3 mars : Lorenzo Musetti, joueur de tennis italien.
- 4 mars : Wílder Viera, footballeur paraguayen.
- 5 mars : David Edvardsson, footballeur suédois.
- 6 mars : Ameen Al-Dakhil, footballeur belge.
- 7 mars : Waniss Taïbi, footballeur français.
- 8 mars : 
  - Luizão, footballeur brésilien.
  - Wendy Iram, haltérophile mauricienne.
  - Christo Popov, joueur de badminton français.
- 9 mars : Pedro Vite, footballeur équatorien.
- 10 mars : Oliver Sørensen, footballeur danois.
- 12 mars : Zsófia Konkoly, nageuse handisport hongroise.
- 14 mars : 
  - Marek Icha, footballeur tchèque.
  - Matías Ocampo, footballeur uruguayen.
- 16 mars : 
  - Isabelle Allen, actrice britannique.
  - Robin Tihi, footballeur finlandais.
- 18 mars : 
  - Nathan Moriah-Welsh, footballeur guyanien.
  - Žan Vipotnik, footballeur slovène.
- 19 mars : Maëva Squiban, coureuse cycliste française.
- 23 mars : Magnus Sjøeng, footballeur norvégien.
- 25 mars : Alfonso Ocampo-Chavez, joueur de soccer américain.
- 26 mars : Kimito Nōno, footballeur japonais.
- 27 mars : 
  - Matthias Braunöder, footballeur autrichien.
  - Daria Snigur, joueuse de tennis ukrainienne.
- 28 mars : Adam Stejskal, footballeur tchèque.
- 30 mars : 
  - Michał Rakoczy, footballeur polonais.
  - Lexi Walker, chanteuse américaine.

## Avril
- 2 avril : Aldo Florenzi, footballeur italien.
- 3 avril : Joakim Persson, footballeur suédois.
- 5 avril : 
  - Lamiya Valiyeva, athlète handisport azerbaïdjanaise.
  - Patrick Yazbek, footballeur australien.
- 6 avril : Armin Gigović, footballeur bosnien.
- 8 avril : Skai Jackson, actrice américaine.
- 10 avril : Isaac Lihadji, footballeur français.
- 11 avril : Matthéo Xantippe, footballeur français.
- 12 avril : Arouna Sangante, footballeur sénégalais.
- 15 avril : Mathias Kvistgaarden, footballeur danois.
- 16 avril :
  - Julian Baas, footballeur néerlandais.
  - Axel Henriksson, footballeur suédois.
  - Filip Jörgensen, footballeur danois.
  - Patryk Peda, footballeur polonais.
  - Sadie Sink, actrice américaine
- 17 avril : 
  - Márk Kosznovszky, footballeur hongrois.
  - Cristian Olivera, footballeur uruguayen.
  - Whitney Osuigwe, joueuse de tennis américaine
  - Kenneth Vargas, footballeur costaricien.
- 18 avril : Maya Le Tissier footballeuse Britannique.
- 19 avril : Melker Widell, footballeur suédois.
- 20 avril : Jonas Jensen-Abbew, footballeur danois.
- 21 avril : 
  - Alexander Briedl, footballeur autrichien.
  - Aljoša Vasić, footballeur serbe.
- 22 avril: 
  - Ibrahima Bamba, footballeur italien.
  - Logan Delaurier-Chaubet, footballeur français.
  - Felix Osinga, acteur néerlandais.
  - Mario Soriano, footballeur espagnol.
  - Aria Yousefi, footballeur iranien.
- 23 avril : 
  - Sacha Delaye, footballeur français
  - Olakunle Olusegun, footballeur nigérian
  - Kike Salas, footballeur espagnol
  - David Møller Wolfe, footballeur norvégien.
- 24 avril : 
  - Olivia Gadecki, joueuse de tennis australienne
  - Mario Ilievski, foobtalleur macédonien.
  - Erik Ring, footballeur suédois.
- 25 avril : 
  - Jhoanner Chávez, footballeur équatorien.
  - Famana Quizera, footballeur bissaoguinéen.
- 26 avril : 
  - Luke Cundle, footballeur anglais.
  - Doron Leidner, footballeur israélien .
- 27 avril : 
  - Rubin Colwill, footballeur gallois.
  - Anthony Elanga, footballeur suédois.
- 28 avril : 
  - Michele Besaggio, footballeur italien.
  - Pablo Cuñat, footballeur espagnol.
  - Brage Skaret, footballeur norvégien.
- 29 avril : 
  - Óscar Aranda, footballeur espagnol.
  - Mia Schem, otage franco-israélienne du Hamas.
- 30 avril : 
  - Zeynep Sönmez, joueuse de tennis turque.
  - Ivan Bašić, footballeur bosnien.
  - Randal Willars, plongeur mexicain.

## Mai
- 1er mai : Roan Wilson, footballeur costaricien.
- 2 mai :
  - Thelo Aasgaard, footballeur norvégien.
  - Skelly Alvero, footballeur français.
  - Noah Naujoks, footballeur néerlandais.
- 3 mai : Anosike Ementa, footballeur danois.
- 4 mai, Arif Aiman footballeur malaisien.
- 5 mai : Ishaq Abdulrazak, footballeur nigérian.
- 6 mai : 
  - Flavio Cobolli, joueur de tennis italien.
  - William Milovanović, footballeur suédois.
  - Filip Szymczak, footballeur polonais.
- 7 mai : Marius Corbu, footballeur roumain.
- 8 mai :
  - Marco Angulo, footballeur équatorien.
  - Sivert Mannsverk, footballeur norvégien.
  - Noel Milleskog, footballeur suédois.
- 9 mai : 
  - Matheus Dias, footballeur brésilien.
  - Junior Olaitan, footballeur béninois.
- 10 mai :
  - Yarisleidis Cirilo, céiste cubaine.
  - Musubu Funaki, chanteuse et idole japonaise.
  - Matías Palacios, footballeur argentin.
- 11 mai : Marcus Hannesbo, footballeur danois.
- 13 mai : 
  - Zeidane Inoussa, footballeur suédois.
  - Diego López, footballeur espagnol.
  - Ollie Tanner, footballeur anglais.
- 14 mai : 
  - Bartłomiej Kłudka, footballeur polonais.
  - Kristoffer Lund, footballeur américano-danois.
  - Brian Mansilla, footballeur uruguayen.
  - Marie-Morgane Le Deunff, coureuse cycliste française.
- 15 mai : David Kruse, footballeur danois.
- 16 mai :
  - Tomás Araújo, footballeur portugais.
  - Mohammed Fuseini, footballeur ghanéen.
  - Ryan Gravenberch, footballeur néerlandais.
  - Sloan MacKenzie, céiste canadienne.
  - Kiliann Sildillia, footballeur français.
- 17 mai : Léon Marchand, nageur français.
- 18 mai :
  - Josh Doig, footballeur écossais.
  - Sontje Hansen, footballeur néerlandais.
  - Václav Sejk, footballeur tchèque.
  - Alina Zagitova, championne de patinage artistique russe.
- 21 mai, Elena Huelva, militante espagnole pour la lutte contre le cancer († 3 janvier 2023).
- 23 mai : Sam Bell, footballeur anglais.
- 25 mai : Yang Hyun-jun, footballeur sud-coréen.
- 27 mai :
  - Filip Rønningen Jørgensen, footballeur norvégien.
  - Gabri Veiga, footballeur espagnol.
- 28 mai :
  - Gianluca Busio, footballeur américain.
  - Archie Brown, footballeur anglais.
  - Alexander Machado, footballeur uruguayen.
- 29 mai :
  - Julia Riera, joueuse de tennis argentine.
  - Rocco Reitz, footballeur allemand.
  - Kajetan Szmyt, footballeur polonais.
- 31 mai : Nathan Wood, footballeur anglais.

## Juin
- 2 juin : Simone Panada, footballeur italien.
- 5 juin : Jakub Kamiński, footballeur polonais.
- 7 juin : 
  - Zico Buurmeester, footballeur néerlandais.
  - Frederik Christensen, footballeur danois.
  - Jakub Myszor, footballeur polonais.
  - Tomáš Suslov, footballeur slovaque.
- 8 juin : Taika Nakashima, footballeur japonais.
- 10 juin : 
  - Thierno Baldé, footballeur français.
  - Aaron Hickey, footballeur écossais.
  - Kostyantyn Vivcharenko, footballeur ukrainien.
- 12 juin : Adam Ratajczyk, footballeur polonais.
- 13 juin : Santiago Simón, footballeur argentin.
- 15 juin : 
  - Enis Destan, footballeur turc.
  - Ibrahim Said, footballeur nigérian.
- 16 juin : 
  - Louis Munteanu, footballeur roumain.
  - Tiago Tomás, footballeur portugais.
- 17 juin : Lee Han-beom, footballeur sud-coréen.
- 19 juin : Efraín Álvarez, footballeur mexicain.
- 21 juin : Răzvan Sava, footballeur roumain.
- 24 juin : Sem Scheperman, footballeur néerlandais.
- 25 juin : 
  - Benson Boone, chanteur américain
  - Emmanuel Ekong, footballeur suédois.
- 26 juin :
  - Alexander Lind, footballeur danois.
  - Talles Magno, footballeur brésilien.
  - Kobe Hernandez-Foster, joueur américain de soccer.
- 27 juin : 
  - Jarrad Branthwaite, footballeur anglais.
  - Aarón Suárez, footballeur costaricien.
- 28 juin : Marta Kostyuk, joueuse de tennis ukrainienne.
- 29 juin : Maksim Samorodov, footballeur kazakh.

## Juillet
- 1er juillet : Hōsei Kijima, footballeur japonais
- 2 juillet : Masaya Shibayama, footballeur japonais.
- 3 juillet : 
  - Iván Leguizamón, footballeur paraguayen.
  - Matti Peltola, footballeur finlandais.
  - Tomáš Rigo, footballeur slovaque.
- 4 juillet : 
  - Joaquín Gutiérrez, footballeur chilien.
  - Murillo, footballeur brésilien.
  - Alex Paulsen, footballeur néo-zélandais.
- 5 juillet : Merlin Röhl, footballeur allemand.
- 6 juillet : David Tkáč, footballeur tchèque.
- 7 juillet : Nikolas Polster, footballeur autrichien.
- 8 juillet : 
  - Olga Badelka, échecs biélorusse.
  - Marino Hinestroza, footballeur colombien.
- 9 juillet : Svetoslav Vutsov, footballeur bulgare.
- 11 juillet : 
  - Oliver Dovin, footballeur suédois.
  - Andréas Hountondji, footballeur français.
  - Pedrinho, footballeur brésilien.
  - Vicente Poggi, footballeur uruguayen
- 12 juillet : Eduards Dašķevičs, footballeur letton.
- 13 juillet : Sebastian Tounekti, footballeur tunisien.
- 14 juillet : Juan Ignacio Nardoni, footballeur argentin.
- 15 juillet : Adil Aouchiche, footballeur français.
- 17 juillet :
  - Marjona Malikova, joueuse d'échecs ouzbèke.
  - Enzo Millot, footballeur français.
- 20 juillet : 
  - Omar Campos, footballeur mexicain.
  - Nikolaj Möller, footballeur suédois.
- 21 juillet : Rika Kihira, patineuse artistique japonaise.
- 22 juillet : Yoann Cathline, footballeur français.
- 23 juillet : 
  - Dawid Kocyła, footballeur polonais.
  - Tiago Santos, footballeur portugais.
- 25 juillet : Tobias Guddal, footballeur norvégien.
- 26 juillet :
  - Eléa Charvet, athlète française de para canoë-kayak.
  - Daan Huisman, footballeur néerlandais.
  - Lucas Kåhed, footballeur suédois.
  - Maisie Summers-Newton, nageuse handisport britannique.
- 27 juillet :
  - Heather Arneton, athlète française.
  - Abdullah Iqbal, footballeur pakistanais.
  - Alan Velasco, footballeur argentin.
- 28 juillet : 
  - Facundo Kruspzky, footballeur argentin.
  - Lee Tae-seok, footballeur sud-coréen.
- 31 juillet : Tommaso Milanese, footballeur italien.

## Août
- 1er août :
  - Alejandro Francés, footballeur espagnol.
  - Tristan Göbel, acteur allemand.
  - Anne-Marie Padurariu, gymnaste canadienne.
- 2 août : 
  - Aljaž Antolin, footballeur slovène.
  - Festy Ebosele, footballeur irlandais.
  - Suphanat Mueanta, footballeur thaïlandais.
  - Fabrizio Peralta, footballeur paraguayen.
- 4 août : Eskil Edh, footballeur norvégien.
- 5 août : 
  - Mitar Ergelaš, footballeur serbe.
  - Otto Hindrich, footballeur roumain.
  - Matthew Strazel, joueur aspirant professionnel français de basket-ball.
- 6 août : Tommy Conway, footballeur écossais.
- 7 août : 
  - Nicolò Cudrig, footballeur italien.
  - Fredrik Oppegård, footballeur norvégien.
- 8 août : Fisnik Asllani, footballeur kosovar.
- 9 août : Robin Østrøm, footballeur norvégien.
- 11 août : 
  - Yōta Komi, footballeur japonais.
  - Hiroki Sekine, footballeur japonais.
- 12 août : Zhang Wenjing, skieuse alpine chinoise.
- 13 août : 
  - André Amaro, footballeur portugais.
  - Ben Old, footballeur néo-zélandais.
  - Michal Ševčík, footballeur tchèque.
  - Satoshi Tanaka, footballeur japonais.
- 15 août : Stefan Mitrović, footballeur serbe.
- 16 août : 
  - Hwang Jae-won, footballeur sud-coréen.
  - Dominic Stricker, joueur de tennis suisse.
- 17 août : Oscar Uddenäs, footballeur suédois.
- 18 août : 
  - Jorge Eduardo García, acteur mexicain.
  - Bart Verbruggen, footballeur néerlandais.
- 19 août : 
  - Tayvon Gray, footballeur américain.
  - Brighton Sharbino, actrice américaine.
- 20 août : 
  - Lilian Egloff, footballeur allemand.
  - Jenny Nowak, sauteuse à ski et coureuse allemande du combiné nordique.
- 21 août : Ebenezer Annan, footballeur ghanéen.
- 23 août : 
  - Arthur Cazaux, joueur de tennis français.
  - Adam Obert, footballeur slovaque.
- 25 août : Gerard Yepes, footballeur espagnol.
- 26 août : 
  - Dilane Bakwa, footballeur français.
  - Angelina Simakova, gymnaste artistique russe.
- 28 août : Rodrigo Pinheiro, footballeur portugais.
- 29 août : Destiny Chukunyere, chanteuse maltaise.
- 31 août : Jayden Braaf, footballeur néerlandais.

## Septembre
- 1er septembre : Diane Parry, joueuse de tennis française.
- 2 septembre : 
  - Jacob Ondrejka, footballeur suédois.
  - Daniel Szelągowski, footballeur polonais.
- 3 septembre : Vando Félix, footballeur bissaoguinéen.
- 4 septembre : Simon Seidl, footballeur autrichien.
- 5 septembre : 
  - Juan David Mosquera, footballeur colombien.
  - Iker Muñoz, footballeur espagnol.
  - Aleksander Nilsson, footballeur suédois.
- 6 septembre :
  - Asher Angel, acteur et chanteur américain.
  - Alexander Aravena, footballeur chilien.
  - Ole Enersen, footballeur norvégien.
  - Leylah Fernandez, joueuse de tennis canadienne.
- 7 septembre : 
  - Bálint Katona, footballeur hongrois.
  - Vanderlan, footballeur brésilien.
- 8 septembre : Gaten Matarazzo, acteur américain.
- 9 septembre : Jhon Jhon, footballeur brésilien.
- 11 septembre : Martin Suchomel, footballeur tchèque.
- 12 septembre : Chiara Pellacani, plongeuse italienne.
- 13 septembre : Anders Hiim, footballeur norvégien.
- 14 septembre :
  - Lohann Doucet, footballeur français.
  - Taiyō Hiraoka, footballeur japonais.
  - Pape Matar Sarr, footballeur sénégalais.
- 15 septembre :
  - Ayane Miyazaki, coureuse japonaise du combiné nordique.
  - Mahla Momenzadeh, taekwondoïste iranienne.
- 17 septembre : 
  - Elina Avanesyan, joueuse de tennis arménienne.
  - Zinaïda Kouprianovitch, chanteuse, actrice et animatrice de télévision biélorusse.
- 19 septembre :
  - Jason Simmons, acteur américain.
  - Kristopher Simmons, acteur américain.
- 20 septembre : Aleksa Matić, footballeur serbe.
- 21 septembre : Isabella Blake-Thomas, actrice britannique.
- 23 septembre : Ștefan Pănoiu, footballeur roumain.
- 24 septembre : Jéssica Bouzas Maneiro, joueuse de tennis espagnole.
- 25 septembre : 
  - Danilo Veiga, footballeur portugais.
  - Griffin Yow, joueur de soccer américain.
- 26 septembre : Tom Spring, joueur de rugby à XV français
- 27 septembre : Jenna Ortega, actrice américaine.
- 28 septembre : Shunsuke Mito, footballeur japonais.
- 30 septembre :
  - Maddie Ziegler, danseuse, actrice et mannequin américaine.
  - Levi Miller, acteur australien.

## Octobre
- 1er octobre : 
  - Théo Le Bris, footballeur français.
  - Alessandro Bianco, footballeur italien.
- 4 octobre : Uroš Drezgić, footballeur serbe.
- 6 octobre :
  - Cleopatra Stratan, chanteuse moldave.
  - Jonathan Kuminga, joueur congolais (RDC) de basket-ball.
- 7 octobre, Joaquín Panichelli footballeur argentin.
- 8 octobre : 
  - Zheng Qinwen, joueuse de tennis chinoise.
  - Halvor Rødølen Opsahl, footballeur norvégien.
- 9 octobre: Ben Shelton, joueur de tennis américain.
- 10 octobre :
  - Mukarama Abdulai, footballeuse ghanéenne.
  - Lyall Cameron, footballeur écossais.
  - Uba Charles, footballeur nigérian.
  - Thomas Kuc, acteur brésilien.
- 12 octobre : Eva Timush, chanteuse moldave.
- 15 octobre : 
  - Veldin Hodža, footballeur croate.
  - Malu Trevejo, danseuse et chanteuse cubano-américaine.
- 16 octobre : Willy Kumado, footballeur ghanéen.
- 18 octobre : James McAtee, footballeur anglais.
- 19 octobre : Lasso Coulibaly, footballeur ivoirien.
- 20 octobre : Nail Omerović, footballeur bosnien.
- 23 octobre : Constantin Grameni, footballeur roumain.
- 24 octobre : Maia Weintraub, escrimeuse américaine.
- 25 octobre : Johnny Sequoyah, actrice américaine.
- 29 octobre : Jordan Bos, footballeur australien.
- 31 octobre :
  - Ansu Fati, footballeur espagnol.
  - Jakub Kałuziński, footballeur polonais.
  - Marten Winkler, footballeur polonais.

## Novembre
- 1er novembre : NLE Choppa, rappeur américain.
- 2 novembre : Diogo Nascimento, footballeur portugais.
- 3 novembre : Wagner Pina, footballeur cap-verdien.
- 4 novembre : Kacper Tobiasz, footballeur polonais.
- 5 novembre : Vicente Pizarro, footballeur chilien.
- 6 novembre : Mya-Lecia Naylor, actrice, chanteuse et mannequin britannique († 7 avril 2019).
- 7 novembre : Kara Eaker, gymnaste américaine.
- 10 novembre : 
  - Eduardo Camavinga, footballeur français.
  - Ewen Costiou, coureur cycliste français
- 12 novembre : Joel Mvuka, footballeur norvégien.
- 13 novembre  : 
  - Emma Raducanu, joueuse de tennis britannique.
  - Oussama Raoui, footballeur marocain.
- 15 novembre : Nasser Djiga, footballeur burkinabé.
- 16 novembre : 
  - Miguel Maga, footballeur portugais.
  - Zhu Jiner, joueuse d'échecs chinoise.
- 19 novembre : Anton Gaaei, footballeur danois.
- 21 novembre : 
  - Gaoussou Diarra, footballeur malien.
  - Besfort Zeneli, footballeur kosovar.
- 23 novembre : Enzo Tchato, footballeur camerounais.
- 24 novembre : 
  - Emilio Osorio, acteur mexicain.
  - Brahian Palacios, footballeur colombien.
- 25 novembre : 
  - Benjamín Chandía, footballeur chilien.
  - Pedri, footballeur espagnol.
- 26 novembre : Ante Matej Jurić, footballeur italien.
- 28 novembre : 
  - Farès Chaïbi, footballeur algérien.
  - Destiny Udogie, footballeur italien.
- 29 novembre :
  - Cynthia Konlan, footballeuse ghanéenne.
  - César Pérez, footballeur chilien.
- 30 novembre : 
  - Carlos Alcaraz, footballeur argentin.
  - Bénie Traoré, footballeur ivoirien.

## Décembre
- 1er décembre : Cătălin Cîrjan, footballeur roumain.
- 2 décembre : Dino Salihović, footballeur suédois.
- 3 décembre :
  - Jada Borsato, actrice, doubleuse et chanteuse néerlandaise.
  - Ndidikama Okoh, athlète handisport britannique.
- 4 décembre : Jan Biegański, footballeur polonais.
- 6 décembre : Jocelyn Janneh, footballeur sierraléonais.
- 7 décembre : Noah Bischof, footballeur autrichien.
- 8 décembre: 
  - Noah Shamoun, footballeur suédois
  - Ianis Stoica, footballeur roumain
  - Park Sung-hoon, ancien patineur artistique, membre du groupe sud-coréen Enhypen.
- 10 décembre : Yeremay Hernández, footballeur espagnol.
- 11 décembre : Aviel Zargari, footballeur israélien.
- 12 décembre : Kiara Rodriguez, athlète handisport équatorienne.
- 14 décembre : LEE DRILLY, rappeur américain .
- 15 décembre : 
  - Azumah Bugre, footballeuse ghanéenne.
  - Rabab Ouhadi, taekwondoïste marocaine.
- 16 décembre : Victor Kristiansen, footballeur danois.
- 18 décembre : Giuliano Simeone, footballeur argentin.
- 21 décembre : 
  - Ringo Meerveld, footballeur néerlandais.
  - Clara Tauson, joueuse de tennis danoise.
- 23 décembre : Nene Dorgeles, footballeur malien.
- 26 décembre : Mads Søndergaard, footballeur danois.
- 27 décembre : Håkon Sjåtil, footballeur norvégien.
- 29 décembre : Pablo Pagis, footballeur français.
- 30 décembre : 
  - Pedro Brazão, footballeur portugais.
  - Mayckel Lahdo, footballeur suédois.
- 31 décembre : 
  - Ștefan Baiaram, footballeur roumain.
  - Ryan Flamingo, footballeur néerlandais.
  - Amankwah Forson, footballeur ghanéen.
  - Elias Hoff Melkersen, footballeur norvégien.
  - Joe Mendes, footballeur suédois.